# Beurs (Limburg)
Beurs is een gehucht van Ulbeek, een deelgemeente van Wellen in de Belgische provincie Limburg.
Het gehucht bevindt zich in het westen van de gemeente Wellen en is gelegen op zo'n twee kilometer ten westen van de dorpskom van Ulbeek nabij de gemeentegrens met Alken en Sint-Truiden.
In de buurt van Beurs werden bij opgravingen werktuigen gevonden die teruggaan tot de prehistorie. Daarnaast werden er ook sporen gevonden die wijzen op een Romeinse aanwezigheid.
Tot 1795 was Beurs op bestuurlijk niveau afhankelijk van Hoepertingen waarna het gehucht werd ondergebracht bij de gemeente Ulbeek.
Beurs is gelegen in Vochtig-Haspengouw waardoor het reliëf minder uitgesproken is dan in Droog-Haspengouw. De hoogte in Beurs varieert tussen de 47 en 57 meter. De vruchtbare gronden in het noorden van het gehucht zijn uitermate geschikt voor akkerbouw en fruitteelt. Ten zuiden en oosten van Beurs stromen de Eigenbeek en de Oude Beek. Hier vindt men voornamelijk weilanden.
Deelgemeenten: Berlingen · Herten · Ulbeek · Wellen

Overige kernen en gehuchten: Beurs · Bos · Kukkelberg · Langenakker · Oetersloven · Overbroek · Russelt · Vrolingen

Belgische gemeenten · Arrondissement Tongeren · Limburg · Vlaanderen